# Елизабета Баварска (1306 – 1330)
Елизабета Баварска (на немски: Elisabeth von Bayern; * 1306, † 25 март 1330) от фамилията Вителсбахи, е принцеса на Долна Бавария и чрез женитба херцогиня на Австрия.

## Живот
Тя е третата дъщеря на херцог Стефан I († 1310), херцог на Долна Бавария, и на Юта (Юдит), херцогиня от Швайдниц († 1320). Сестра е на баварските херцози Хайнрих XIV († 1339) и Ото IV († 1334).
Елизабета се омъжва на 15 май 1325 г. за херцог Ото IV Хабсбург „Веселия“ (1301 – 1339) от род Хабсбурги, най-малкият син на римско-немския крал Албрехт I († 1308) от род Хабсбурги и Елизабета Тиролска. В чест на раждането на първият им син Фридрих през 1327 г., Ото дарява манастира Нойберг в Щирия и капелата „Св. Георги“ на Августинската църква във Виена.
От 1329 г. нейният съпруг получава управлението на Вътрешна Австрия и от 1330 г. той управлява заедно с брат си Албрехт Мъдрия Херцогство Австрия. Елизабета умира през същата 1330 г. на 24-годишна възраст. Погребана е в Нойберг ан дер Мюрц, Австрия. През февруари 1335 г. в Зноймо Ото IV Хабсбург се жени за чешката принцеса Анна Люксембургска (* 1323; † 3 септември 1338), дъщеря на Ян Люксембургски и сестра на Карл IV.

## Деца
Елизабета и Ото имат двама сина:
- Фридрих II (1327 – 1344), херцог на Австрия
- Леополд II (1328 – 1344), херцог на Австрия

- Фридрих II
син
- Леополд
син